# Савицкий, Людвиг Фёдорович
Людвиг Фёдорович Савицкий (1837—1905) — генерал-лейтенант, герой русско-турецкой войны 1877—1878 годов.

## Биография
Родился 7 октября 1837 года, происходил из дворян Царства Польского, католического вероисповедания. Образование получил в Константиновском кадетском корпусе, из которого выпущен 16 июня 1856 года прапорщиком в лейб-гвардии Семёновский полк. 30 августа 1861 года произведён в подпоручики.
В 1862 году был принят в Офицерскую стрелковую школу, которую окончил в следующем году по 1-му разряду, 19 мая 1863 года за успехи в науках был произведён в поручики. Сразу после выпуска был командирован в Польшу, где принял участие в подавлении восстания. 2 марта 1864 года получил чин штабс-капитана.
С 1869 по 1870 год состоял членом комиссии по перевооружению армии скорострельными ружьями. 20 апреля 1869 года произведён в подполковники и 30 августа 1871 года получил чин полковника с переводом в лейб-гвардии Егерский полк; в этом полку он командовал 4-м батальоном.
В 1877—1878 годах Савицкий принимал участие в военных действиях против Турции на Балканах. 16 декабря 1877 года награждён орденом св. Георгия 4-й степени
В деле против Турок под Телишем, 12 Октября 1877 года, в продолжение всей атаки шел во главе своего баталиона и, подойдя к неприятельским ложементам, с ружьем в руке, первый ворвался в траншею.
За переход через Балканы у Шандорника награждён орденом св. Владимира 4-й степени с мечами и бантом.
По окончании военных действий ещё некоторое время находился в Турции. 10 августа 1878 года, во время стоянки русских войск под Сан-Стефано, Савицкий был назначен командиром 11-го гренадерского Фанагорийского полка.
12 марта 1887 года произведён в генерал-майоры и назначен командиром 2-й бригады 38-й пехотной дивизии.
В 1891—1894 годах состоял председателем комиссии по постройке казарм в Кахетии возле Телава.
8 января 1897 года назначен начальником 45-й пехотной резервной бригады и 6 декабря того же года произведён в генерал-лейтенанты, а 1 января 1898 года утверждён начальником новосформированной 45-й пехотной дивизии.
8 апреля 1904 года Савицкий был включён в число членов Александровского комитета о раненых. Скончался летом 1905 года, 16 августа исключён из списков умершим.

## Награды
Среди прочих наград Савицкий имел ордена:
- Орден Святого Станислава 2-й степени (1871 год, императорская корона к этому ордену пожалована в 1873 году)
- Орден Святой Анны 2-й степени (1876 год)
- Орден Святого Георгия 4-й степени (16 декабря 1877 года)
- Орден Святого Владимира 4-й степени с мечами и бантом (1878 год)
- Орден Святого Владимира 3-й степени (1883 год)
- Орден Святого Станислава 1-й степени (1890 год)
- Орден Святой Анны 1-й степени (30 августа 1894 года)
- Орден Святого Владимира 2-й степени (1 января 1901 года)